# Antonello Sanseverino
Antonello Sanseverino (Salerno, 1458 - Senigallia, 27 de enero de 1499) fue príncipe de Salerno (desde 1474 hasta la confiscación de 1486), conde de Marsico y gran almirante del Reino de Nápoles (desde 1477). Casado con 1480 Costanza da Montefeltro, hija de Federico da Montefeltro, duque de Urbino.

## Biografía
Antonello era hijo de Roberto Sanseverino, primer príncipe de Salerno, y de Raimondina (o Bernardina) Orsini de los duques de Venosa.
Recibió su primera educación en la corte de su padre, prosperando con escritores, artistas y músicos gracias a la renovación cultural impulsada por Roberto Sanseverino en la década de 1460. Después de la muerte de éste, heredó (1474) su estado, pero siendo aún menor de edad fue puesto bajo la tutela de su abuela paterna Giovanna. También sucedió a su padre (1475) en el prestigioso cargo de gran almirante del reino, que, además de un generoso salario, le garantizaba amplios privilegios jurisdiccionales y fiscales. Sin embargo, recién en junio de 1477, Sanseverino completó el viaje ritual a Nápoles para tomar posesión del cargo: la ceremonia precedió a un viaje por mar a España junto al heredero al trono Alfonso y otros importantes barones para conducir a Fernando I de Nápoles a su futura esposa, Juana de Aragón.
En 1480 se casó con Costanza, hija del duque de Urbino Federico da Montefeltro (de quien luego tuvo a Roberto, hijo mayor y heredero en 1485). La boda, además de darle un indudable prestigio y ponerlo en relación con Roberto Malatesta y Giovanni Della Rovere, quienes también se habían casado con hijas del duque, fortaleció su vínculo con los intereses de la monarquía, vínculo que se consolidó en ese mismo año con el matrimonio de su hermana menor con un hijo natural del rey, Ferdinando conde de Arena. Entre 1480 y 1481 estuvo militarmente comprometido contra los turcos en el sitio de Otranto. Zarpó de Nápoles al mando de un gran contingente de galeras y barcos y se enfrentó al enemigo cerca de la isla de Sazan y en la bahía de Vlorë.
El Liber rationum de 1483 permite constatar la consistencia del estado de Sanseverino, formado por las siguientes localidades, ciudades y tierras: Rocca Imperiale, difesa di Tresaie, Noia, Colobraro, Garaguso, Atena, Polla, Salerno, Castellabate, Sala, Marsico, San Severino, Agropoli, difesa di San Teodoro, Cilento. La mayor parte de los ingresos (procedentes de las rentas agrícolas y ganaderas) fue absorbida por los gastos corrientes (mano de obra, salarios, manutención), pero un compromiso financiero sustancial lo constituyó la dotación de galeras (parcialmente amortizada por subvenciones y préstamos) y el cuidado de fortificaciones y defensas terrestres, que Sanseverino siempre mantuvo en buen estado de funcionamiento. En los feudos, la administración también se confiaba a funcionarios extranjeros competentes, como cobradores de deudas y factores vinculados a los banqueros florentinos Strozzi. De hecho, el control sobre los aspectos económicos y financieros fue riguroso: Raffaele Colapietra (1999) vio en la gestión de Sanseverino un modelo de "ruralización feudal tardía ", que afectó particularmente a Cilento: en Agropoli, por ejemplo, concedió (1483) capítulos que representan un intento evidente de circunscribir la iniciativa local. Por otro lado, la resistencia en Salerno fue fuerte, donde la actividad comercial y financiera siguió floreciendo, ya que muchos operadores, incluso extranjeros, aún participaron en la feria de 1478, apoyados sobre todo por las políticas de la monarquía.

### El conflicto con los aragoneses
Fueron varios los motivos que, en la primera mitad de los años ochenta, contribuyeron a la aversión de Sanseverino hacia la monarquía aragonesa: desde los cuantiosos empréstitos solicitados por una corona en continuo estado de beligerancia, hasta la fuerte injerencia del soberano en sus posesiones, hasta a la política centralizadora general de la dinastía que, mediante los rudos métodos del duque de Calabria Alfonso II de Nápoles -el célebre ultraje a los barones durante su entrada triunfal en Nápoles el 3 de noviembre de 1484- llegó a amenazar la propiedad estatal de los feudos situados a treinta millas de la capital.
Un despacho al duque de Milán del enviado de los Sforza en Nápoles, Branda Castiglioni, narra, por ejemplo, de un acalorado enfrentamiento que tuvo lugar entre el rey Ferrante, Antonello y Girolamo Sanseverino ya en septiembre de 1482. Este último, respaldado por el príncipe de Salerno, se había quejado de la pérdida de reputación, del vaciado de sus arcas por parte del rey, de estar "detenido y confinado"  en la corte y de no poder mantener sus feudos. Finalmente, un elemento fundamental del malestar fue la imposibilidad de mantener milicias señoriales, sancionada por la reforma militar de 1464. A las protestas, el soberano habría respondido con duras acusaciones y amenazas contra ambos barones, acusados de querer fomentar una rebelión. Estaba claro que relaciones estaban en un punto de no retorno y la familia Sanseverino se sentía en grave peligro.

## Sanseverino y la Conjura de los Barones
Antonello tramó la conspiración contra el rey Ferrante de Aragón en 1485: asesorado por Antonello Petrucci, Francesco Coppola y su cuñado Luigi Gesualdo, reunió a su alrededor a muchas familias feudales del reino de la facción güelfa que estaban a favor de los angevinos, entre ellas los Sanseverinos los príncipes Caracciolo de Melfi, los marqueses Gesualdo de Caggiano, los príncipes del Balzo-Orsini de Altamura y Venosa, los príncipes Guevara de Téramo, los condes Senerchia (Sinerchia) de Sant'Andrea y Rapone. El plan previsto por los conspiradores era el siguiente: los barones de los territorios más próximos a la capital habría de impedir que el rey los atravesara, interrumpiendo así las comunicaciones de Nápoles con el resto del país. Una vez aislada la capital, se permitiría al Papa y otros refuerzos penetrar en el territorio del reino en la frontera entre el Estado de la Iglesia y los Abruzos. En esto, el Papa se habría valido de la ayuda de Lorena, en nombre de las antiguas aspiraciones angevinas de Nápoles, y de Roberto di San Severino, el primer capitán de Italia, que habría actuado en nombre de la República de Venecia, pero también en nombre de los miembros de su familia napolitana.
El rey, habiendo descubierto la conspiración, castigó severamente a sus oponentes persiguiéndolos uno a uno. La determinación y oportunidad de esta iniciativa del rey y de Alfonso trastornó mucho las filas de los barones, que sufrieron bajo ella. Antonello Sanseverino parecía aún menos dispuesto que antes a la mediación y las soluciones diplomáticas, y desconfiaba aún más del rey. Impidió que Coppola fuera enviado por el Papa en representación de los Barones y sobre todo renunció a una reunión que el propio Coppola le había preparado con el rey. Se atrincheró entonces en Salerno, mientras la dirección de la conspiración volvía a manos del prudente Gerolamo Sanseverino, Príncipe de Bisignano, que volvía a tejer el lienzo de un posible acuerdo con el rey, con quien llegó a encontrarse con cierto éxito. Una vez en Miglionico, el rey recomendó a los barones que convencieran también a los ausentes, y en primer lugar al príncipe de Salerno, de firmar la paz. Los barones parecían satisfechos con lo que el rey les concedía, y, para hacerlo más seguro, querían acompañarlo hasta Terra di Lavoro. Luego continuarían hacia Salerno, para desplazar al recalcitrante Antonello Sanseverino y, como habían prometido, hacerle aceptar las condiciones. Posteriormente el rey, contraviniendo los acuerdos, hizo encarcelar y ejecutar a los barones más compromentidos en la conspiración.
Para no caer en manos del rey, Antonello huyó del reino disfrazado de arriero y se refugió en Francia, donde planeó su venganza, incitando al rey francés Carlos VIII a conquistar el reino de Nápoles. En 1495, Carlos VIII dr desplazó a Italia con un gran ejército, ocupó muchas ciudades y entró en Nápoles el 12 de febrero, con Antonello Sanseverino, gran almirante del reino y su principal consejero, a su lado. Sanseverino apoyó a los franceses luchando por mar y por tierra; y especialmente el 6 de junio de 1496 en el asalto a la isla de Isquia, donde fue capturado el nuevo rey de Nápoles, el joven Fernando II.
En noviembre de 1496, Antonello partió con los soldados franceses de la guarnición de Castelnuovo y, a pesar de sus enemigos, los condujo a sus posesiones de Salerno. Aquí tuvo tiempo de componer un pequeño ejército con el que ocupó muchas ciudades de Apulia y luego las reincorporó al gran ejército comandado por el duque de Monpensier. Finalmente, viendo que la causa de los franceses se arruinaba, se retiró a su castillo de Agropoli, donde en junio de 1496 recibió a Próspero Colonna, enviado allí por Ferdinando para convencerlo de que volviera a la obediencia real. Mientras tanto llegaba la noticia de la muerte del rey Fernando y de la sucesión al trono del príncipe Federico, quien trató por todos los medios de lograr la amistad del príncipe de Salerno, cuyo valor y poder eran tenidos en alta estima y respeto en la corte. El nuevo rey le devolvió sus posesiones y lo reintegró en el cargo de gran almirante, otorgándole una asignación anual de 7.000 ducados. También se planeó un matrimonio entre la segunda hija de Federico y el primogénito de Antonello. Pronto, sin embargo, varios factores contribuyeron a poner a Sanseverino en desacuerdo con la monarquía: entre ellos un ataque al príncipe de Bisignano (23 de octubre), la expedición de Federico contra Gaeta y, sobre todo, la negativa del rey a devolver las fortalezas de Cilento en su totalidad. Antonello, consciente de los recientes desastres sufridos por los barones, no se dejó convencer por los avances reales y se encerró en su castillo de Teggiano, cuyas fortificaciones le ofrecían un refugio firme y casi inexpugnable.
Federico reunió un ejército de veinte mil infantes y caballería y después de haber sometido la ciudad de Salerno puso sitio al castillo de Teggiano, donde Sanseverino se había atrincherado con pocas fuerzas, pero decidido a resistir hasta el fin (3 de noviembre). Se sucedieron furiosos ataques (rechazados por los nobles caballeros dianesi de Antonello, entre ellos d'Alitto, de Honestis y Carrano), en uno de los cuales resultó muerto el joven hijo del duque de Sora. El asedio duró un mes y medio, pero no sin negociaciones diplomáticas y propuestas de acuerdo, que preveían las garantías milanesas, papales y sobre todo venecianas para el rebelde, así como una indemnización. La capitulación tuvo lugar el 17 de diciembre. A mediados de enero de 1498, Antonello entregó sus castillos y, habiendo obtenido el dinero acordado, se trasladó de Lucania a Trani, en la costa de Apulia, controlada por los venecianos, y de allí el 10 de febrero se fue a Senigallia, para quedarse con su cuñado Giovanni Della Rovere. Allí murió aproximadamente un año después , el 27 de enero de 1499.
Su hijo Roberto II Sanseverino recuperó las posesiones de su padre.

## La figura de Antonello Sanseverino
La figura de Antonello Sanseverino es, sin duda, paradigmática de una compleja etapa de transición del Reino de Nápoles. Con el fin del principado de Taranto y de su titular Giovanni Antonio Del Balzo Orsini, heredó de su padre de facto el estatus de primer barón, pero en un contexto muy diferente al que, bajo el rey Alfonso V de Aragón, había permitido la consolidación de un poder feudal muy grande. A partir del final de la guerra de sucesión, que sancionó su ascenso al trono contra un nutrido frente de barones rebeldes, Ferrante de Aragón prosiguió de hecho con determinación una política centralizadora encaminada a superar el modelo monárquico-feudal, con reformas e intervenciones en varios campos estratégicos (militar, jurisdiccional, económico); un impulso propulsor sin precedentes, acentuado aún más a principios de los años ochenta del siglo XV, que por tanto no podía dejar de chocar con una todavía fuerte autoconciencia señorial, manifestada emblemáticamente por la poderosa casa Sanseverino.
Antonello, su principal exponente, encarnó más que nadie el tipo del barón rebelde e irreductible, capaz, mediante la acción política a escala internacional y el firme control territorial, de proponerse como la aguja en la balanza por el destino del reino. Los cimientos para sustentar este papel, sin embargo, se derrumbaron gradualmente en la última parte del siglo XV: la restauración feudal, por la cual Sanseverino y otros señores habían apoyado inicialmente la sucesión del rey Federico, resultó ser completamente inviable, y la última rebelión del Príncipe de Salerno se convirtió en un asunto interno y aislado, pues ante el avance de las grandes potencias, el peso de la baronía del reino, tanto como garantía defensiva como clave de acceso al reino, ahora era inevitablemente reducida. 